# پالی آن یونگ
پالی آن یونگ (انگلیسی: Polly Ann Young؛ ۲۵ اکتبر ۱۹۰۸ – ۲۱ ژانویهٔ ۱۹۹۷) یک هنرپیشه اهل ایالات متحده آمریکا بود.